# Babylon (альбом)
Babylon — перший студійний альбом валлійського гурту Skindred.

## Композиції
1. Intro — 0:28
2. Nobody — 3:56
3. Pressure — 3:31
4. Start First — 2:49
5. Interlude 1 — 0:16
6. Selector — 2:23
7. Bruises — 2:42
8. We Want — 3:01
9. Interlude 2 — 0:28
10. Set It Off — 3:03
11. Firing The Love — 3:37
12. Tears — 3:00
13. World Domination — 2:24
14. The Fear — 3:46
15. Interlude 3 — 0:26
16. Babylon — 3:34
17. The Beginning Of Sorrows — 11:06